# Baldwinville (Massachusetts)
Baldwinville es un lugar designado por el censo ubicado en el condado de Worcester en el estado estadounidense de Massachusetts. En el Censo de 2010 tenía una población de 2.028 habitantes y una densidad poblacional de 295,81 personas por km².

## Geografía
Baldwinville se encuentra ubicado en las coordenadas 42°36′17″N 72°4′44″O / 42.60472, -72.07889. Según la Oficina del Censo de los Estados Unidos, Baldwinville tiene una superficie total de 6.86 km², de la cual 6.65 km² corresponden a tierra firme y (3.06%) 0.21 km² es agua.

## Demografía
Según el censo de 2010, había 2.028 personas residiendo en Baldwinville. La densidad de población era de 295,81 hab./km². De los 2.028 habitantes, Baldwinville estaba compuesto por el 97.19% blancos, el 0.79% eran afroamericanos, el 0.1% eran amerindios, el 0.44% eran asiáticos, el 0% eran isleños del Pacífico, el 0.3% eran de otras razas y el 1.18% pertenecían a dos o más razas. Del total de la población el 2.32% eran hispanos o latinos de cualquier raza.